# 維特羅貢
49°8′51″N 39°44′31″E / 49.14750°N 39.74194°E
維特羅洪（烏克蘭語：Вітрогон）是位於烏克蘭東部的村莊，由盧甘斯克州舊比利斯克區的比洛沃茨克市鎮負責管轄。該村始建於1930年，面積0.96平方公里，海拔高度146米，2001年人口119，人口密度每平方公里123.7人。